# Dolores Ibárruri
Dolores Ibárruri Gómez, conocida como Pasionaria (Gallarta, Vizcaya; 9 de diciembre de 1895-Madrid, 12 de noviembre de 1989), fue una política española, dirigente del Partido Comunista de España entre 1942 y 1989, siendo la primera mujer dirigente de un partido político español. Estuvo exiliada en Rusia durante el régimen franquista. Fue diputada de las Cortes republicanas entre 1936 y 1939 y de las Cortes generales entre 1977 y 1979.

## Biografía

### Primeros años
Dolores Ibárruri nació en la población vasca de Gallarta (en la actualidad desplazada de su ubicación original por una explotación minera), perteneciente al municipio vizcaíno de Abanto y Ciérvana, el 9 de diciembre de 1895, en el seno de una familia minera. Su padre, Antonio Ibárruri, era un obrero de ideología carlista, nacido expósito en la anteiglesia de Ibárruri que le da el apellido, anexionada en 1965 a la localidad de Múgica. Su madre, Juliana Gómez Pardo, procedía de Castilruiz, en la provincia de Soria. 
En 1910 se ve obligada por las condiciones económicas a abandonar los estudios; había superado ya el curso preparatorio para ingresar en la Escuela Normal de Maestras y realizar estudios de magisterio, aunque comenzó a trabajar de costurera y sirvienta. Según su propio testimonio, 

¿Quién podría costearme los viajes, los libros, la comida, la matrícula? .../... Me preparaba para servir como criada o casarme y convertirme en la mujer de un minero, la larga historia de mi propia familia.

Contrajo matrimonio por la Iglesia el 16 de febrero de 1916 con un minero socialista llamado Julián Ruiz Gabiña, con quien estaría casada diecisiete años, y se trasladaron a Musques. Aficionada a la lectura, y aprovechando la condición de líder minero socialista de su marido, comenzó a adquirir conocimientos de marxismo que cuestionaron su educación tradicionalista y católica. Dolores asumió la doctrina marxista como una herramienta ideológica idónea para luchar a favor de la "liberación de la clase obrera". 
Participó con su marido en la huelga general de 1917. Integrada en la agrupación socialista de Somorrostro, lo acompañó en la escisión comunista del PSOE, en 1919, desde la que, en 1920, participó en la fundación del Partido Comunista Español, entrando en el Comité Provincial de Vizcaya, que al año siguiente formaría, junto al Partido Comunista Obrero Español, el Partido Comunista de España.

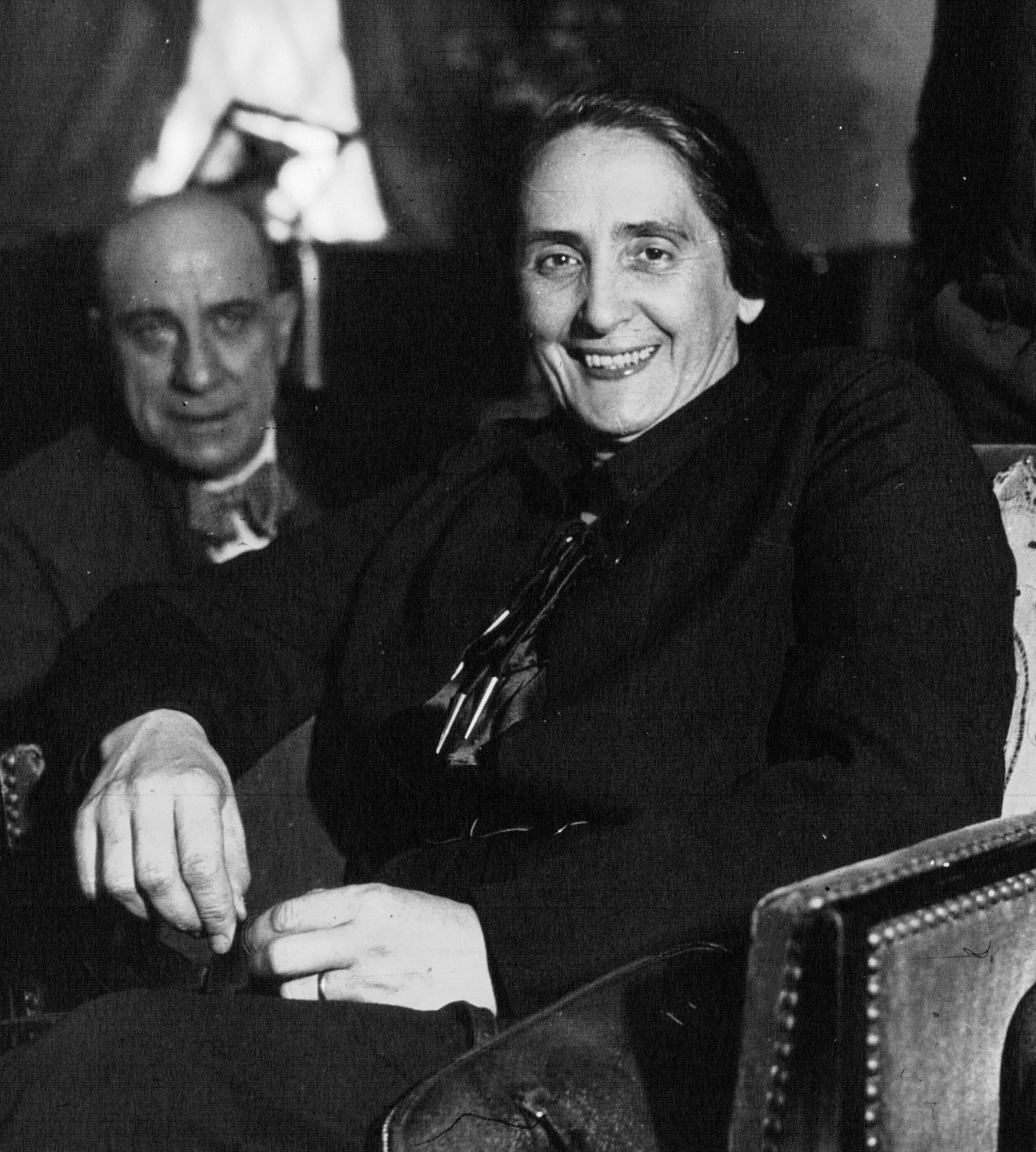
Dolores Ibárruri en 1936

En 1917 quedó muy impresionada por el triunfo de la Revolución Bolchevique en Rusia. En 1918, utilizó por primera vez el seudónimo de la Pasionaria para un artículo publicado en la prensa obrera y titulado El minero vizcaíno. Desde el comienzo ocupó puestos de responsabilidad dentro del PCE, siendo detenida en numerosas ocasiones. Llegó a formar parte de su Comité Central en 1930 y al año siguiente se presentó a las elecciones a Cortes Constituyentes, siendo derrotada su candidatura. En 1931 se trasladó a Madrid para trabajar en la redacción del periódico del Partido, Mundo Obrero. En 1933 fue presidenta de la recién fundada Unión de Mujeres Antifascistas. Tras divorciarse de su marido, mantuvo una relación amorosa con Francisco Antón, un dirigente del PCE en Madrid, catorce años menor que ella.
Tuvo seis hijos: Ester (1916-1919), Rubén (1920-1942), que murió como teniente del Ejército Rojo en la batalla de Stalingrado, el 14 de septiembre de 1942; Amagoia, Azucena y Amaya (estas últimas trillizas nacidas en 1923, de las que Amagoia murió al poco de nacer y Azucena a los dos años; Amaya murió en 2018) y Eva (1928; murió a los tres meses). Fue afirmando su vocación política y encauzándola a través del periodismo de Partido. El minero vizcaíno y La Lucha de Clases fueron los escaparates del seudónimo la Pasionaria, que eligió ella misma porque su primer artículo salió durante la Semana Santa de 1918.
Fue encarcelada varias veces debido a sus fuertes y punzantes discursos y a su activa militancia en las manifestaciones comunistas.

### Segunda República y Guerra Civil
Se destacó en las Cortes de la Segunda República como diputada del PCE por la circunscripción de Oviedo. Figura relevante durante la Guerra Civil, fue elegida vicepresidenta de las Cortes en 1937. Durante este período se convirtió en un mito para una parte de España, significándose por sus arengas en favor de la causa republicana. Se le atribuye la adaptación del lema ampliamente usado durante el asedio de Madrid «¡No pasarán!», acuñado inicialmente por los franceses durante la batalla de Verdún, en la Primera Guerra Mundial (On ne passe pas!). Se opuso a la capitulación del coronel Segismundo Casado.

### Periodo del exilio
Tras finalizar la guerra civil española, se exilió en la Unión Soviética. En su etapa de exilio, tras el fallecimiento del secretario general del PCE José Díaz Ramos, la Pasionaria fue escogida en su sustitución secretaria general del PCE en 1942. Ejerció como máxima autoridad entre los miembros del PCE exiliados en la Unión Soviética.
Su único hijo varón, Rubén Ruiz Ibárruri, murió durante los combates de Stalingrado.

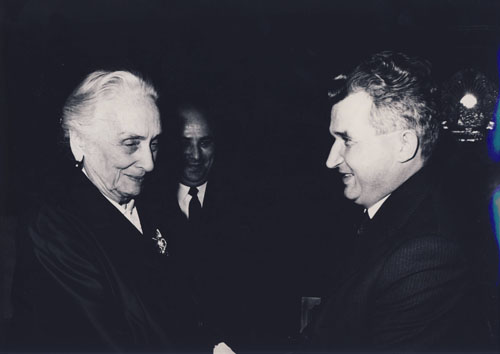
Dolores Ibárruri y Nicolae Ceauşescu, presidente de Rumanía, durante una visita de ésta a ese país en 1972.

En 1960 presentó su dimisión, para pasar a ocupar el cargo de presidenta del PCE. La sustituyó en sus funciones Santiago Carrillo, que ejerció el cargo hasta 1982. Fue miembro del Secretariado de la Internacional Comunista junto a Georgi Dimitrov, Palmiro Togliatti y Maurice Thorez, entre otros. Manifestó su acuerdo con Moscú con ocasión de los diversos cismas dentro del movimiento comunista internacional. Sin embargo, sus viejas convicciones ortodoxas no le impidieron condenar la invasión del Pacto de Varsovia a Checoslovaquia en 1968 que acabó con la Primavera de Praga.

### Vuelta a España
Tras la muerte de Franco y el final de la dictadura en España, durante la Transición, volvió a España el 13 de mayo de 1977. Fue elegida de nuevo diputada por Asturias en las primeras elecciones democráticas, aunque su papel como política fue ya más simbólico que real. 

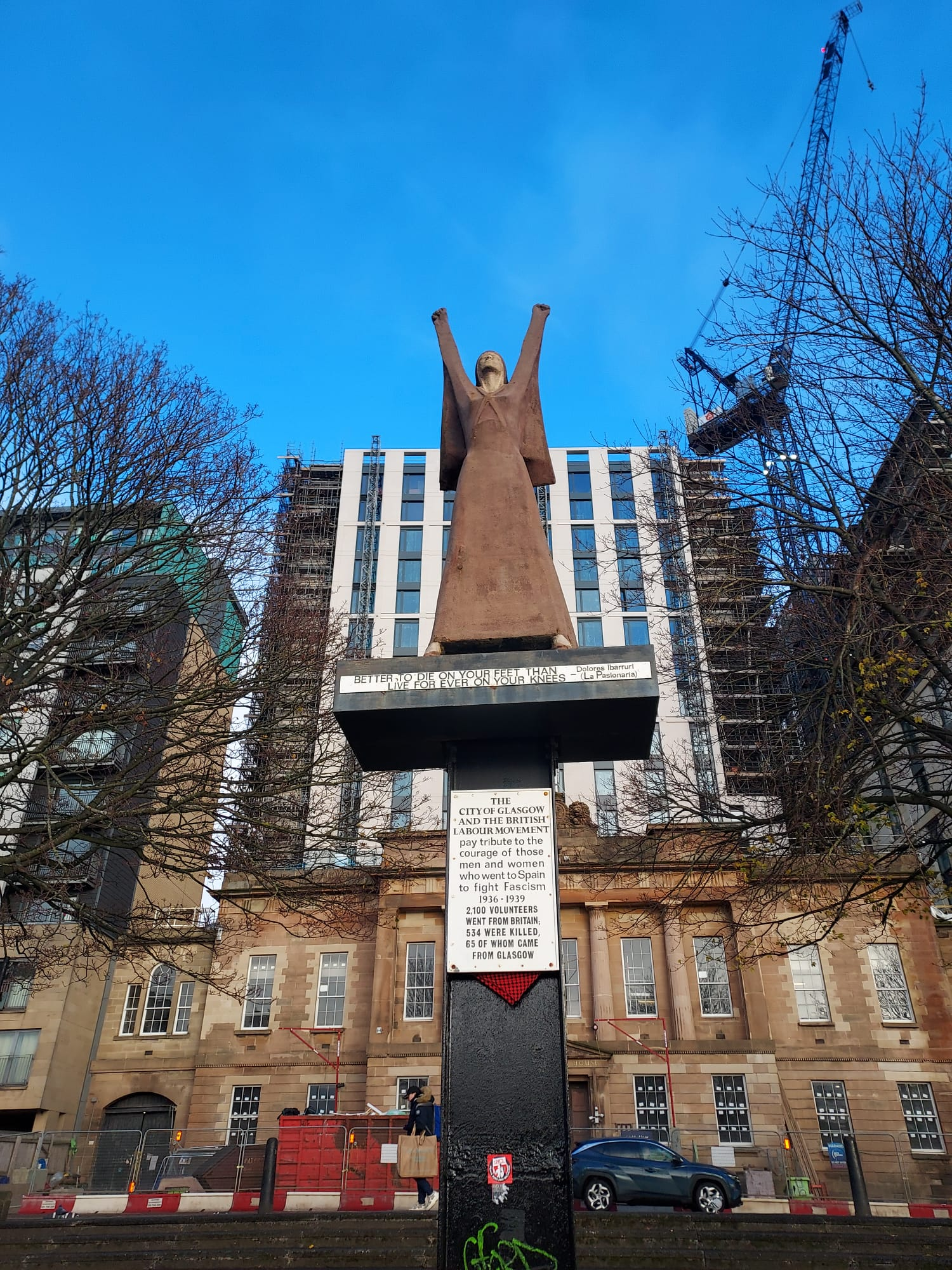
Monumento a La Pasionaria a orillas del río Clyde en Glasgow

A nivel personal se produjo una aproximación al catolicismo en sus últimos años. Murió en Madrid en 1989 y fue enterrada en el recinto civil del cementerio de La Almudena. En 1962 había publicado sus memorias, El único camino. En junio de 2005 se celebró el XVII Congreso del PCE, donde Dolores Ibárruri fue elegida "presidenta de honor a perpetuidad".

## Citas

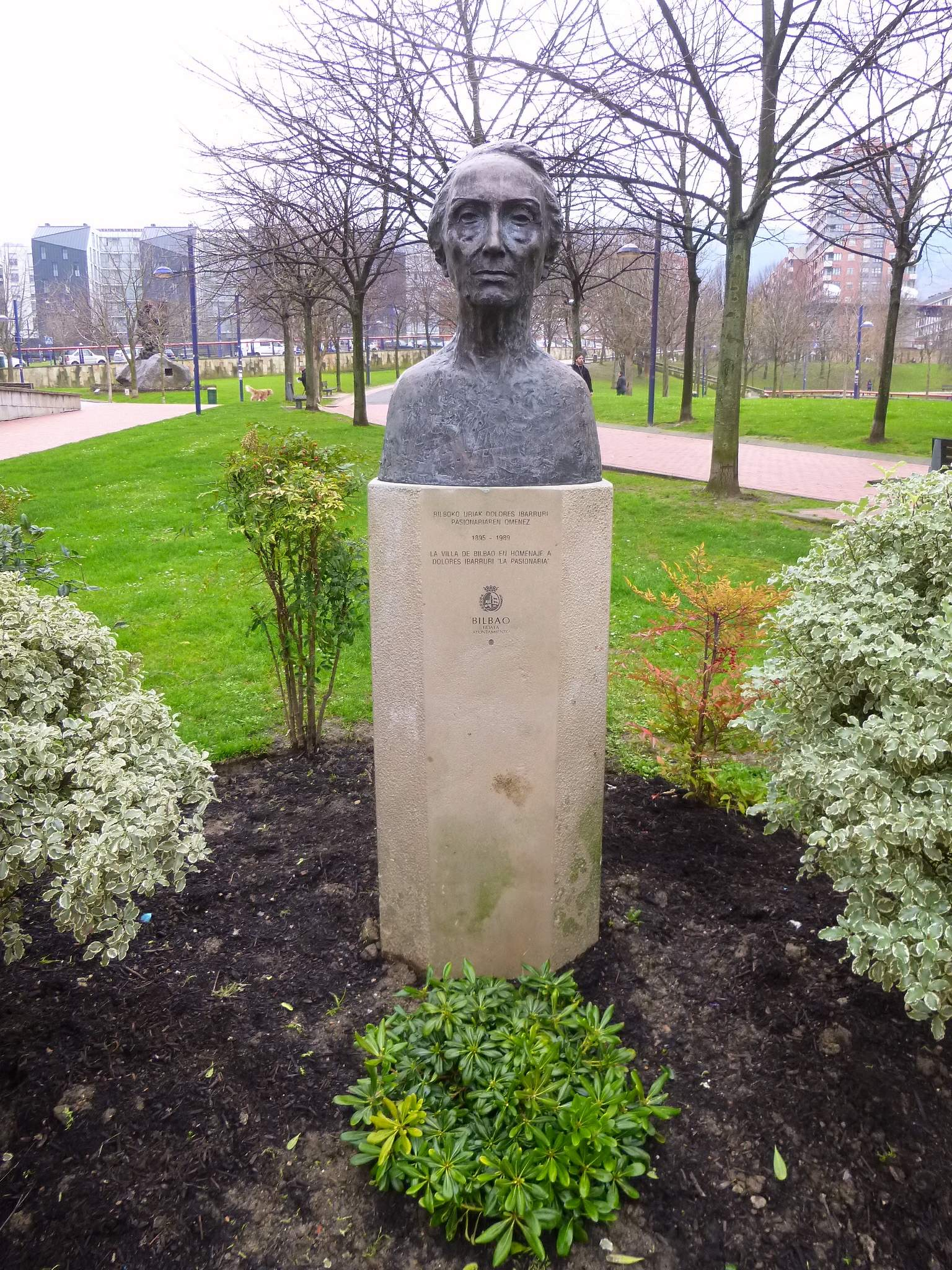
Monumento a Dolores Ibárruri en Bilbao

Algunas citas de sus discursos, como «Más vale morir de pie que vivir de rodillas» (adaptación popularizada de la frase de Emiliano Zapata, «Prefiero morir de pie a vivir arrodillado») o su «¡No pasarán!» (frase original del general francés Robert Nivelle o, según cada vez menos fuentes, del también general Philippe Petain en la batalla de Verdún), forman ya parte del imaginario colectivo de toda la humanidad. Su papel de símbolo popular la convirtió en protagonista de poemas y canciones de Pablo Neruda, Miguel Hernández, Rafael Alberti y Víctor Manuel, entre otros.
También se le atribuye la frase «ese hombre ha hablado por última vez», supuestamente proferida a José Calvo Sotelo en la sesión de las Cortes del 16 de junio de 1936, relacionando dichas palabras con su posterior asesinato el 13 de julio, pero la cita no aparece en el diario de sesiones y ella siempre negó haberlo dicho. Como sea, esta cita sigue provocando controversia en nuestros días. El historiador y parlamentario en aquella época Salvador de Madariaga sostiene la veracidad de dicha cita, aunque modificada sustancialmente: «Dolores Ibarruri, Pasionaria, del partido comunista de las Cortes, le gritó: Este es tu último discurso. Y así fue». En todo caso, el asesinato de Calvo Sotelo fue cometido por guardias de asalto vinculados al PSOE en represalia al asesinato del teniente José del Castillo, y nunca se ha podido demostrar la relación de Pasionaria con aquel suceso.

## Reconocimientos

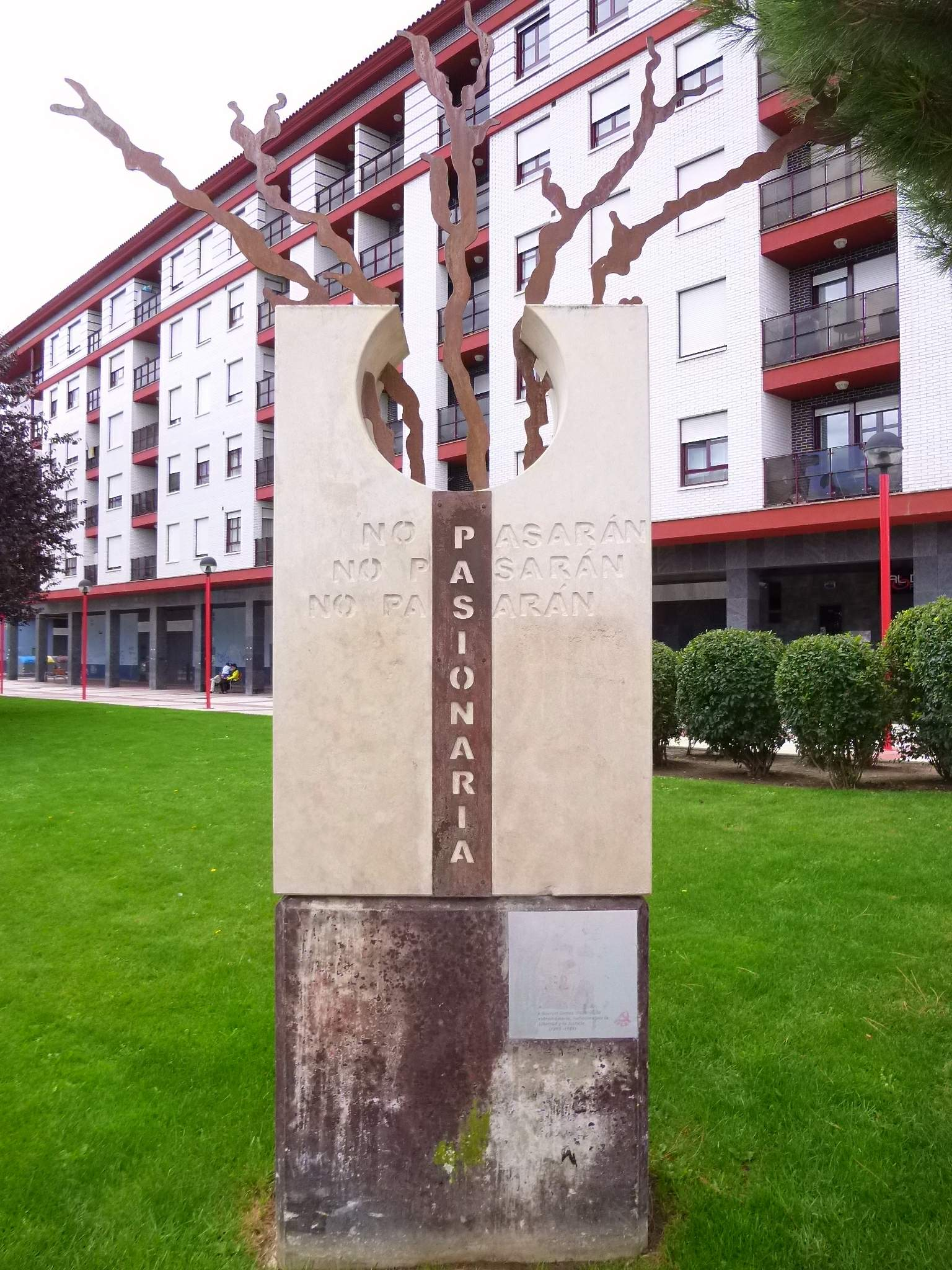
Monumento a "La Pasionaria" en el parque Dolores Ibárruri de Miranda de Ebro

Son numerosas las ciudades que rinden homenaje a Dolores Ibárruri dedicándole un elemento de su paisaje urbano, entre ellas Miranda de Ebro (Burgos) que le ha dedicado un parque donde se ha erigido un monumento en honor a "La Pasionaria". Este monumento realizado por la artista burgalesa Susana Rioseras fue inaugurado por Julio Anguita el 20 de junio de 2009 y donado al Consistorio por el PCE.
En 1977 el compositor Víctor Manuel le dedicó una canción, interpretada por su esposa Ana Belén, titulada Veremos a Dolores, y en la que se celebraba su retorno a España tras los años de exilio.
Existen varios centros educativos con su nombre:

- el IES Dolores Ibarruri BHI en Gallarta (Abanto-Zierbana, Bizkaia).

- el IES Dolores Ibárruri en Fuenlabrada (Madrid).